# Sergio García (motociclista)
Sergio García Dols (Burriana, Castellón, 22 de marzo de 2003) es un piloto de motociclismo español. Ha sido subcampeón del FIM CEV Moto3 Junior World Championship en 2018 y del Campeonato Mundial de Motociclismo de Moto3 en 2022, además del tercer puesto en 2021. Desde 2023 ha competido en la categoría de Moto2, en junio de 2025 quedó libre tras abandonar la disciplina del MT Helmets – MSi.

## Biografía
Sergio García hizo su debut en el Campeonato Mundial de Moto3 con el Estrella Galicia 0,0 en el Gran Premio de las Américas de 2019, su debut se produjo en la tercera fecha debido a que no cumplía con la edad mínima permitida para participar en el mundial (16 años) para la primera fecha en Catar, en esta carrera fue reemplazado por el japonés Ryusei Yamanaka y en Argentina no corrió debido a una caída en el warm up que hizo que los médicos del circuito lo declararan no apto para correr la carrera. Consiguió su primer podio en el Gran Premio de Malasia, en donde terminó segundo detrás del ganador y campeón del mundo Lorenzo Dalla Porta, dos semanas después en Valencia se impuso a Andrea Migno, convirtiéndose con 16 años y 240 días en el octavo piloto más joven en conseguir su primera victoria mundialista.
El 18 de noviembre de 2020, se anunció el ingreso de Gas Gas al Campeonato del Mundo de Moto3 de la mano del Aspar Team, siendo García uno de los pilotos de este equipo. En el Gran Premio de Francia, García, que partió octavo, había logrado hacerse con la cabeza de carrera, y un arreón le permitió distanciarse en el primer tramo de la prueba de su principal perseguidor, el checo Filip Salač. Poco a poco, el checo se fue aproximando y consiguió pasarle para ponerse líder de la cita a falta de 10 vueltas. Sin embargo, el de Burriana recuperó la posición de privilegio un giro después, y ya no lo abandonó hasta la bandera a cuadros. Con esta victoria García quedó en la historia al conseguir la primera victoria de Gas Gas en el Campeonato Mundial de Motociclismo.
En 2023, García dio el salto al Campeonato del Mundo de Moto2 de la mano del Pons Wegow Los40. En su debut en la categoría, García fue de menos a más, logrando su mejor resultado en los grandes premios de Cataluña e India en donde terminó en la cuarta posición. Con 84 puntos, García logró el título de novato del año de la categoría, dos rondas antes de terminar la temporada.
Ante la retirada de la categoría del Pons Wegow Los40 al final de la temporada 2023, García ficho por el MT Helmets – MSi para la temporada 2024.

## Resultados

### FIM CEV Moto3 Junior World Championship
(Carreras en negrita indica pole position, carreras en cursiva indica vuelta rápida)
| Temp. | 1       | 2     | 3       | 4     | 5       | 6     | 7     | 8       | 9       | 10      | 11    | 12    | Pos. | Pts. |
| ----- | ------- | ----- | ------- | ----- | ------- | ----- | ----- | ------- | ------- | ------- | ----- | ----- | ---- | ---- |
| 2017  | ALB 7   | LMS 4 | CAT 3   | CAT 1 | VAL Ret | VAL 7 | EST 8 | JER Ret | JER DNS | ARA 20  | VAL 7 | VAL 6 | 7.º  | 99   |
| 2018  | EST Ret | VAL 1 | VAL DNS | LMS   | CAT 1   | CAT 5 | ARA 6 | JER Ret | JER 1   | ALB Ret | VAL 5 | VAL 1 | 2.º  | 132  |

### Campeonato del Mundo de Motociclismo
Sistema de puntuación de 1993 hasta 2022:
| Posición | 1.º | 2.º | 3.º | 4.º | 5.º | 6.º | 7.º | 8.º | 9.º | 10.º | 11.º | 12.º | 13.º | 14.º | 15.º |
| Puntos   | 25  | 20  | 16  | 13  | 11  | 10  | 9   | 8   | 7   | 6    | 5    | 4    | 3    | 2    | 1    |

Sistema de puntuación desde 2023 en adelante:
| Posición       | 1.º | 2.º | 3.º | 4.º | 5.º | 6.º | 7.º | 8.º | 9.º | 10.º | 11.º | 12.º | 13.º | 14.º | 15.º |
| Puntos         | 25  | 20  | 16  | 13  | 11  | 10  | 9   | 8   | 7   | 6    | 5    | 4    | 3    | 2    | 1    |
| Carrera sprint | 12  | 9   | 7   | 6   | 5   | 4   | 3   | 2   | 1   |      |      |      |      |      |      |

#### Por categoría
| Cat.  | Temp.         | 1.er GP       | 1.er Podio    | 1.ª Victoria  | Carreras | Victorias | Podios | Poles | V.Ráp. | Pts. | CM |
| ----- | ------------- | ------------- | ------------- | ------------- | -------- | --------- | ------ | ----- | ------ | ---- | -- |
| Moto3 | 2019–2022     | Américas 2019 | Malasia 2019  | Valencia 2019 | 68       | 7         | 20     | 2     | 4      | 611  | 0  |
| Moto2 | 2023-2025     | Portugal 2023 | Catar 2024    | Américas 2024 | 45       | 2         | 5      | 1     | 2      | 278  | 0  |
| Total | 2019–Presente | 2019–Presente | 2019–Presente | 2019–Presente | 113      | 9         | 25     | 3     | 6      | 889  | 0  |

#### Por temporada
| Temp. | Cat.  | Moto       | Equipo               | Carreras | Victorias | Podios | Poles | V.Ráp. | Pts. | Pos. |
| ----- | ----- | ---------- | -------------------- | -------- | --------- | ------ | ----- | ------ | ---- | ---- |
| 2019  | Moto3 | Honda      | Estrella Galicia 0,0 | 17       | 1         | 2      | 0     | 0      | 76   | 15.º |
| 2020  | Moto3 | Honda      | Estrella Galicia 0,0 | 15       | 0         | 2      | 0     | 3      | 90   | 9.º  |
| 2021  | Moto3 | GasGas     | GasGas Aspar Team    | 16       | 3         | 6      | 1     | 1      | 188  | 3.°  |
| 2022  | Moto3 | GasGas     | GasGas Aspar Team    | 20       | 3         | 10     | 1     | 0      | 257  | 2.°  |
| 2023  | Moto2 | Kalex      | Pons Wegow Los40     | 20       | 0         | 0      | 0     | 0      | 84   | 15.º |
| 2024  | Moto2 | Boscoscuro | MT Helmets – MSi     | 20       | 2         | 5      | 1     | 2      | 191  | 4.º  |
| 2025  | Moto2 | Boscoscuro | MT Helmets – MSi     | 5        | 0         | 0      | 0     | 0      | 3    | 26.° |
| Total | Total | Total      | Total                | 113      | 9         | 25     | 3     | 6      | 889  |      |

#### Carreras por año
| Año  | Cat.  | Moto       | 1       | 2       | 3       | 4       | 5       | 6      | 7       | 8      | 9       | 10      | 11     | 12      | 13      | 14      | 15      | 16      | 17      | 18     | 19     | 20      | 21  | 22  | Pos. | Pts. |
| ---- | ----- | ---------- | ------- | ------- | ------- | ------- | ------- | ------ | ------- | ------ | ------- | ------- | ------ | ------- | ------- | ------- | ------- | ------- | ------- | ------ | ------ | ------- | --- | --- | ---- | ---- |
| 2019 | Moto3 | Honda      | QAT     | ARG DNS | AME 19  | SPA Ret | FRA Ret | ITA 13 | CAT Ret | NED 15 | GER 11  | CZE Ret | AUT 27 | GBR 19  | RSM Ret | ARA 7   | THA 14  | JPN 5   | AUS Ret | MAL 2  | VAL 1  |         |     |     | 15.º | 76   |
| 2020 | Moto3 | Honda      | QAT 11  | SPA 17  | AND 8   | CZE 16  | AUT 16  | EST 10 | RSM 25  | ERM 17 | CAT 4   | FRA 11  | ARA 19 | TER Ret | EUR 2   | VAL 2   | POR 4   |         |         |        |        |         |     |     | 9.º  | 90   |
| 2021 | Moto3 | GasGas     | QAT 4   | DOH 23  | POR 8   | SPA 13  | FRA 1   | ITA 9  | CAT 1   | GER 7  | NED 2   | EST 2   | AUT 1  | GBR 16  | ARA 18  | RSM 4   | AME DNS | ERM     | ALG Ret | VAL 2  |        |         |     |     | 3.º  | 188  |
| 2022 | Moto3 | GasGas     | QAT 2   | INA 4   | ARG 1   | AME Ret | POR 1   | SPA 2  | FRA 7   | ITA 1  | CAT 4   | GER 3   | NED 3  | GBR Ret | AUT 5   | RSM DSQ | ARA 13  | JPN 4   | THA Ret | AUS 3  | MAL 3  | VAL 3   |     |     | 2.º  | 257  |
| 2023 | Moto2 | Kalex      | POR 15  | ARG 5   | AME Ret | SPA 11  | FRA 10  | ITA 10 | GER 11  | NED 13 | GBR Ret | AUT 8   | CAT 4  | RSM 11  | IND 4   | JPN Ret | INA 8   | AUS Ret | THA Ret | MAL 25 | QAT 16 | VAL Ret |     |     | 15.º | 84   |
| 2024 | Moto2 | Boscoscuro | QAT 3   | POR 6   | AME 1   | SPA 4   | FRA 1   | CAT 2  | ITA 4   | NED 3  | GER 7   | GBR 4   | AUT 14 | ARA Ret | RSM 12  | ERM Ret | INA Ret | JPN 14  | AUS 9   | THA 12 | MAL 14 | SLD 6   |     |     | 4.º  | 191  |
| 2025 | Moto2 | Boscoscuro | THA INJ | ARG INJ | AME INJ | QAT 19  | SPA 22  | FRA 13 | GBR 16  | ARA 20 | ITA     | NED     | GER    | CZE     | AUT     | HUN     | CAT     | RSM     | JPN     | INA    | AUS    | MAL     | POR | VAL | 28.º | 3    |

| Color     | Resultado                                                               |
| --------- | ----------------------------------------------------------------------- |
| Oro       | Ganador                                                                 |
| Plata     | 2.ª plaza                                                               |
| Bronce    | 3.ª plaza                                                               |
| Verde     | Finalizó en los puntos                                                  |
| Azul      | Finalizó sin puntos                                                     |
| Azul      | NC - No clasificado                                                     |
| Violeta   | Ret - No terminó (Carrera)                                              |
| Rojo      | DNQ - No se clasificó                                                   |
| Negro     | DSQ - Descalificado                                                     |
| Blanco    | DNS - No empezó (carrera)                                               |
| Blanco    | WD - Retirado (fin de semana)                                           |
| Blanco    | C - Carrera cancelada                                                   |
| Sin color | DNP - Inscrito pero no participó                                        |
| Sin color | INJ - Lesionado                                                         |
| Sin color | EX - Excluido                                                           |
| Estado    | Resultado                                                               |
| Negrita   | Pole position                                                           |
| Cursiva   | Vuelta rápida                                                           |
| †         | Abandona, pero clasifica al completar el porcentaje requerido para ello |